# Pinus engelmannii
Pinus engelmannii Carrière – gatunek drzewa iglastego z rodziny sosnowatych (Pinaceae). Występuje w północnym Meksyku (Chihuahua, Coahuila, Nuevo León, Sinaloa, Sonora, Zacatecas) i USA (południowo-wschodnia Arizona, południowo-zachodni Nowy Meksyk).

## Morfologia

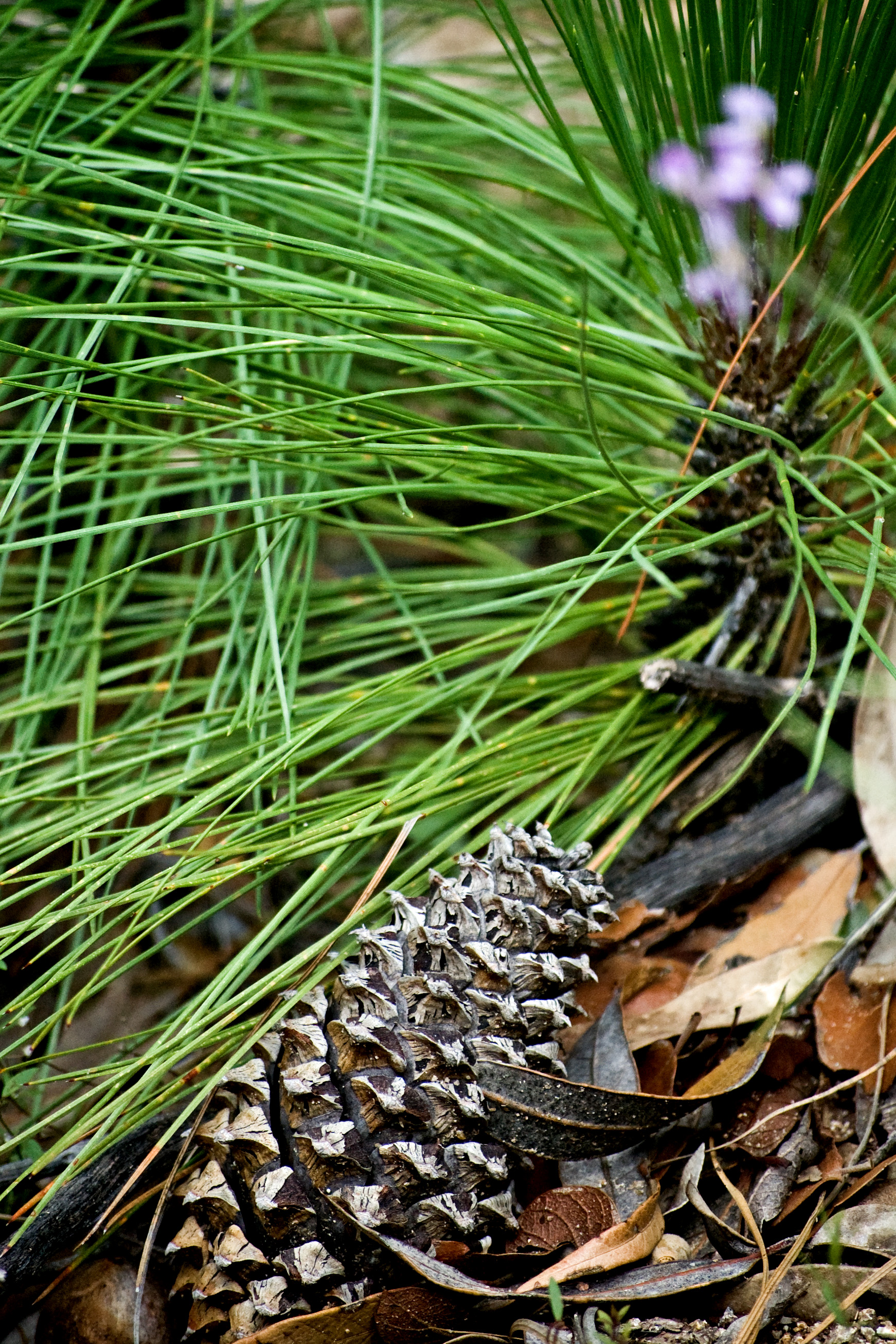
Siewka i stara szyszka

PokrójKorona drzewa nieregularnie zaokrąglona.
PieńProsty, osiąga do 35 m wysokości i 60 cm średnicy.
LiścieIgły zebrane po 3, czasem do 5, na krótkopędach.
SzyszkiSzyszki męskie o średnicy 25 mm, cylindryczne, żółte do żółto-brązowych. Szyszki żeńskie prawie siedzące lub na krótkich szypułkach. Często asymetryczne, zakrzywione. Po otwarciu jajowate, o długości 11–14 cm, jasnobrązowe. Nasiona owalne, ciemnobrązowe, o średnicy 8–9 mm, opatrzone 20 mm skrzydełkiem.
Gatunki podobneP. engelmannii przypomina P. palustris m.in. wyglądem igieł, głębokim systemem korzeniowym oraz tendencją do tworzenia formy trawiastej.

## Biologia i ekologia
Siewki mają tendencję do przybierania formy trawiastej, w której rozwija się silny system korzeniowy i dorosła postać igieł, ale pędy nie przyrastają na długość. Igły pozostają na drzewie przez 2 lata. Szyszki nasienne dojrzewają w ciągu 2 lat i uwalniają nasiona wkrótce potem.
Liczba chromosomów: 2n=24.
Występuje na wysokich i suchych stanowiskach górskich, w dolinach i na płaskowyżach, na wysokościach 1500–2500 m n.p.m. Dosyć dobrze przystosowana do niezbyt intensywnych pożarów lasu, występujących nie częściej niż co 5 lat.
Pinus engelmannii jest głównym gospodarzem roślin pasożytniczych: Arceuthobium globosum subsp. globosum, A. rubrum, A. vaginatum subsp. vaginatum, A. vaginatum subsp. cryptopodum i A. verticilliflorum.

## Systematyka i nazewnictwo
Synonimy: Pinus latifolia Sargent (Peattie), P. macrophylla Engelm. non Lindl., P. apacheca Lemmon, P. ponderosa var. macrophylla (Engelm.) Shaw, P. mayriana Sudworth, P. ponderosa var. mayriana (Sudworth) Sargent, P. macrophylla var. blancoi Martínez, P. engelmannii var. blancoi (Martínez) Martínez.
Nazwa naukowa gatunku upamiętnia amerykańskiego botanika Georga Engelmanna, który odkrył go w 1848 r. Engelmann nadał mu pierwotnie nazwę Pinus macrophylla, jednak nazwa ta została już wykorzystana dla innej sosny. W 1854 r. francuski botanik Carrière nadał gatunkowi obecną nazwę Pinus engelmannii, oddając w ten sposób honor odkrywcy.
Pozycja gatunku w obrębie rodzaju Pinus:
- podrodzaj Pinus
  - sekcja Trifoliae
    - podsekcja Ponderosae
      - gatunek P. engelmannii

## Zagrożenia
Międzynarodowa organizacja IUCN umieściła ten gatunek w Czerwonej księdze gatunków zagrożonych, ale przyznała mu kategorię zagrożenia LC (least concern), uznając go za gatunek najmniejszej troski, o niskim ryzyku wymarcia. Po ponownej ocenie w 2011 r. klasyfikację tę utrzymano i opublikowano w roku 2013. Gatunek jest w wielu miejscach w Meksyku pospolity, a liczebność populacji stabilna.